# .38 S&W
Die .38 S&W ist eine Revolverpatrone, die das Unternehmen Smith & Wesson 1876 herausbrachte. Sie war für deren Kipplauf-Revolver 38 SA (Single Action) vorgesehen und anfangs mit Schwarzpulver geladen. Die Waffen erwiesen sich als erfolgreich; auch Konkurrenzfirmen wie Colt oder Harrington & Richardson bauten eigene Kurzwaffen, die auf der Patrone basierten.

## Bezeichnung
Im deutschen Nationalen Waffenregister (NWR) wird die Patrone unter Katalognummer 142 unter folgenden Bezeichnungen geführt (Auswahl, gebräuchliche Bezeichnungen in Fettdruck)
- .38 S&W (Hauptbezeichnung)
- .38 S&W short
- .38 Super Police
- .38-10-145 Smith & Wesson
- 9,05 x 19,8 Smith & Wesson
- 9,20 x 19,80 Smith & Wesson Kal. .38
- 9,25 x 20,30 Smith & Wesson Kal. .38
- 9,2 x 19,60 - S&W .38

## Großbritannien
Nach dem Ersten Weltkrieg suchte das britische Militär Ersatz für die alte und als zu stark befundene Ordonnanzmunition im Kaliber .455 Webley. Auf der Grundlage der .38 S&W wurde die .38/200 entwickelt. Der Zusatz deutet das Geschossgewicht in Grain an (umgerechnet etwa 13 Gramm). In der ersten Version wurde ein stumpfes Bleigeschoss verwendet. Aufgrund von Bedenken, dass diese Projektile nicht der Haager Landkriegsordnung entsprächen, wurde ab 1937 ein leichteres Vollmantel-Rundkopfgeschoss eingeführt. Die Munition gehörte noch bis 1963 zur Ausrüstung des britischen Heeres.
Die .38 Special (ebenfalls von Smith & Wesson) ist eine weitaus modernere und leistungsstärkere Patrone, die nicht mit dieser verwechselt werden darf.

## Andere Bezeichnungen
- .38 Super Police
- .38 Colt New Police
- .380/200
- .38 British Service